# Cestrum microphyllum
Cestrum microphyllum là loài thực vật có hoa trong họ Cà. Loài này được Linden ex Dunal mô tả khoa học đầu tiên năm 1852.